# Dischidiopsis papuana
Dischidiopsis papuana är en oleanderväxtart som först beskrevs av Otto Warburg, och fick sitt nu gällande namn av Rudolf Schlechter. Dischidiopsis papuana ingår i släktet Dischidiopsis och familjen oleanderväxter. Inga underarter finns listade i Catalogue of Life.